# لوکا کانتاگالی
لوکا کانتاگالی (انگلیسی: Luca Cantagalli) بازیکن سابق و مربی فعلی والیبال اهل ایتالیا است. لوکا در حال حاضر هدایت تیم رجیو امیلیا را بر عهده دارد. او از سال ۱۹۸۶ تا ۱۹۹۶ عضو تیم ملی ایتالیا بود و موفق شد در زمان عضویت خود مدال نقره المپیک ۱۹۹۶ آتلانتا، مدال طلا قهرمانی جهان ۱۹۹۰ و مدال طلا قهرمانی اروپا ۱۹۸۹ را به دست آورد.